# (20268) Racollier
(20268) Racollier (1998 FC28) – planetoida z pasa głównego asteroid okrążająca Słońce w ciągu 3,66 lat w średniej odległości 2,38 j.a. Odkryta 20 marca 1998 roku.